# Blaesoxipha kivu
Blaesoxipha kivu är en tvåvingeart som beskrevs av Thomas Pape 1994. Blaesoxipha kivu ingår i släktet Blaesoxipha och familjen köttflugor.
Artens utbredningsområde är Kongo. Inga underarter finns listade i Catalogue of Life.